# Nisaetus
Nisaetus är ett släkte örnar i familjen hökar. Tidigare fördes de till Spizaetus, men DNA-studier visar att de står närmare exempelvis Ictinaetus och lyfts nu ut till ett eget släkte. Släktet omfattar tio arter som samtliga har sin utbredning i Asien:
- Malajörn (N. nanus)
- Ghatsörn (N. kelaarti)
- Bergörn (N. nipalensis)
- Sundaörn (N. alboniger)
- Javaörn (N. bartelsi)
- Sulawesiörn (N. lanceolatus)
- Mindanaoörn (N. pinskeri)
- Luzonörn (N. philippensis)
- Orientörn (N. cirrhatus)
- Floresörn (N. floris)